# 贝洛沃

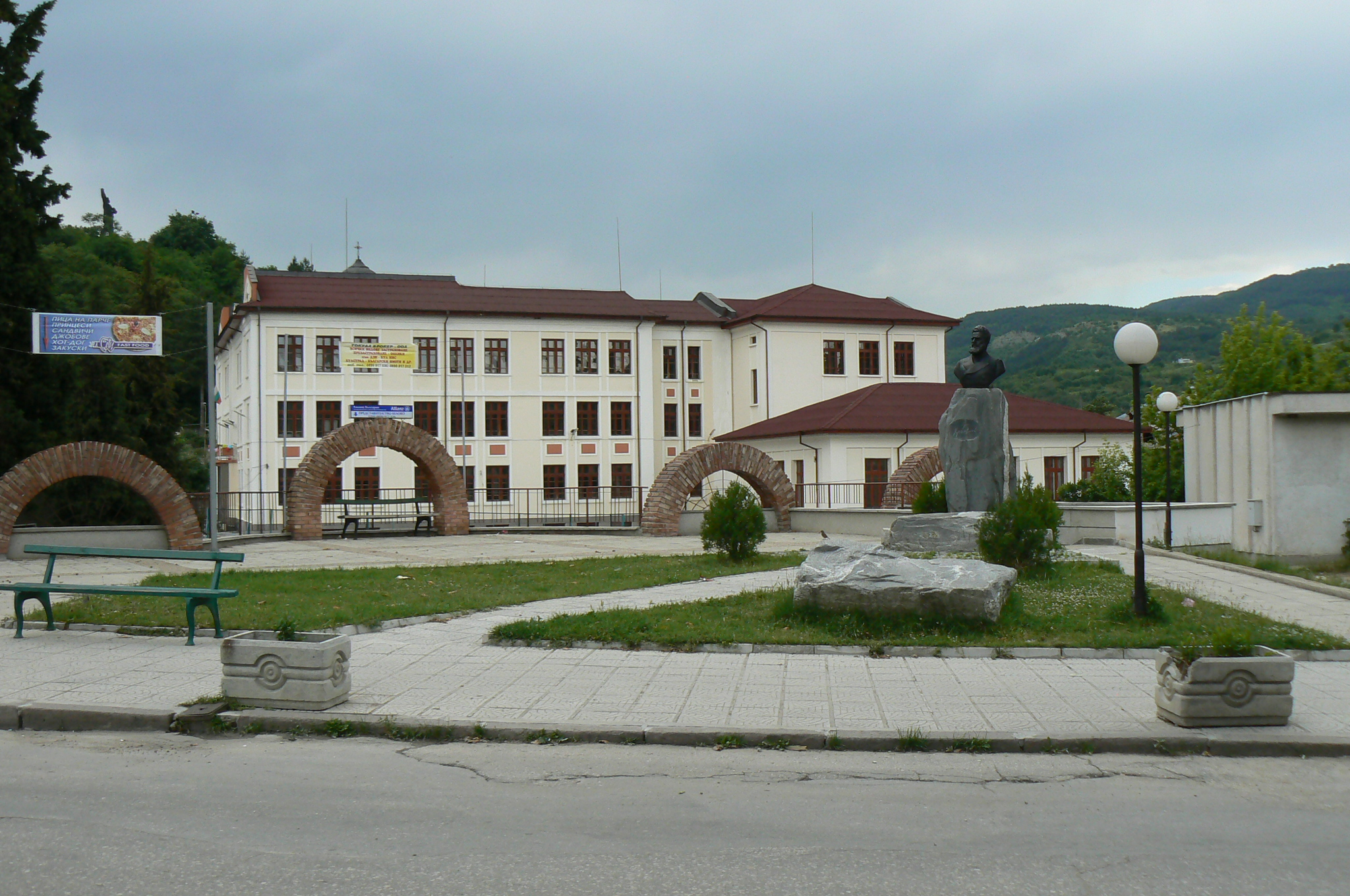

贝洛沃是保加利亞西南部帕扎爾吉克州貝洛沃市鎮的城鎮及行政中心，海拔高度320米，該鎮在十八世紀時是木材貿易的重要中心，2006年人口3,966。

## 友好城市
- 希腊Skotoussa
- 俄羅斯涅溫諾梅斯克

## 外部連結
- Belovo municipality website（页面存档备份，存于）